# Гусарська балада
«Гусарська балада» (рос. «Гусарская баллада») — радянська лірична кінокомедія, поставлена Ельдаром Рязановим за п'єсою Олександра Гладкова «Давним-давно» на кіностудії «Мосфільм» в 1962 році.

## Сюжет
Влітку 1812 в маєток відставного штаб-майора Азарова приїжджає гусарський поручик Дмитро Ржевський. Він заочно заручений з племінницею штаб-майора, Шурочкою, і не дуже радий майбутній зустрічі з нареченою. Але вихованка майора відмінно тримається в сідлі та вміє фехтувати. Бажаючи показати маскарадний костюм для майбутнього балу, вона вибігає в сад, одягнена корнетом, і стикається з майбутнім нареченим. Останній приймає Шурочку за родича своєї нареченої та намагається з'ясувати, наскільки та дурна і манірна.
Таке упереджене ставлення обурює дівчину і вона вирішує злегка помститися поручику: при їх наступній зустрічі Шурочка щосили й з явним задоволенням грає роль недалекої дівиці, яка думає про модні романи та вишивання. Ржевський у жаху: його хочуть обкрутити з дурепою! При першій же нагоді він поспішає вибігти з кімнати, неабияк розвеселивши тим молоду пустунку. Проте, схоже їй подобається поручик, хоч вона не зізнається в цьому навіть собі.
Починається війна з Наполеоном, оголошення про її початок приходить у розпал балу і майор Азаров дає розпорядження припинити свято. Гості роз'їжджаються. Чоловіки готуються виїхати на передову, а жінки обговорюють, чим зможуть допомогти війську. Шурочка залишається одна і вирішує втекти з дому в мундирі корнета, щоб зі зброєю в руках захищати свою Батьківщину. Дядько Іван погоджується бути її ординарцем.

## У ролях
- Лариса Голубкіна
- Юрій Яковлєв
- Ігор Ільїнський
- Миколай Крючков